# ريك يانسي
ريك يانسي (بالإنجليزية: Rick Yancey)‏ (4 نوفمبر 1962، ميامي في الولايات المتحدة)؛ كاتب، كاتب سيناريو، كاتب للأطفال وروائي أمريكي.

## روابط خارجية
- ريك يانسي على موقع IMDb (الإنجليزية)
- ريك يانسي على موقع ميوزك برينز (الإنجليزية)
- ريك يانسي على موقع قاعدة بيانات الفيلم (الإنجليزية)